# Bogusław Stokowski

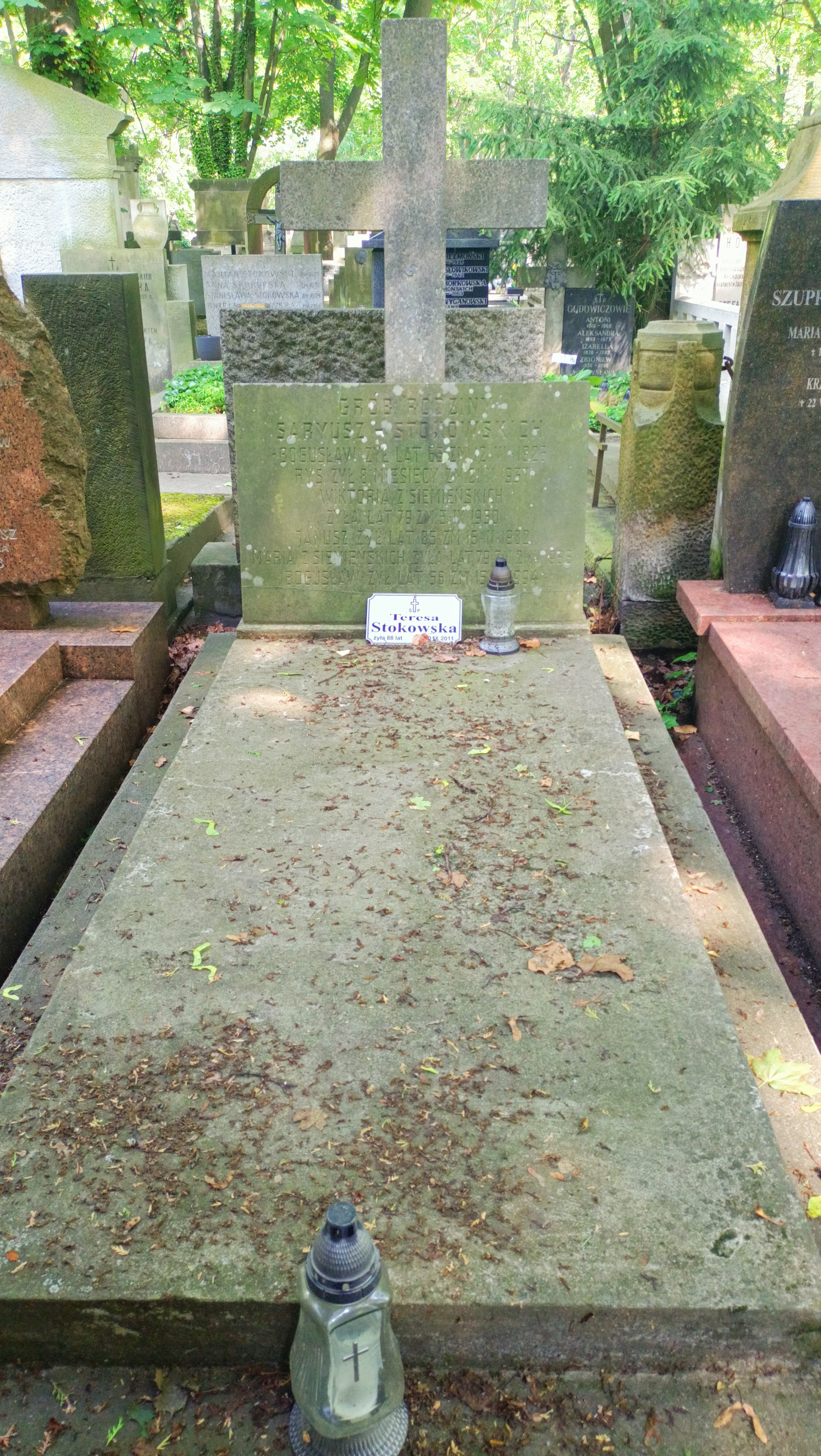
Grób Bogusława Stokowskiego na Cmentarzu Powązkowskim w Warszawie

Bogusław Stokowski (ur. 14 października 1938 w Warszawie. zm. 15 października 1994 tamże) – polski aktor teatralny, filmowy i radiowy.

## Życiorys
Absolwent Wydziału Aktorskiego Państwowej Wyższej Szkoły Teatralnej im. Ludwika Solskiego w Krakowie (1961). Po studiach występował w Teatrze im. Stefana Żeromskiego w Kielcach (1961-1963), a następnie było członkiem zespołów: Teatru Rozmaitości w Krakowie (1963-1965), Teatru im. Adama Mickiewicza w Częstochowie (1965-1966) oraz Teatru Polskiego w Bydgoszczy (1965-1967). Przez kolejnej lata grał na scenach stołecznych: w Teatrze Klasycznym (1967-1968), Teatrze Polskim (1968-1977) oraz Teatrze Studio (1977-1983). W 1983 roku przeszedł na rentę.
W latach 1953-1981 wziął wystąpił w stu szesnastu audycjach Teatru Polskiego Radia. Zagrał także w dwudziestu dziewięciu spektaklach Teatru Telewizji (1965-1992).
Został pochowany na Cmentarzu Powązkowskim w Warszawie (kwatera 107-IV-28).

## Filmografia
- Weekendy (1963) - chłopak obserwujący Julię
- Polskie drogi (1976) - esesman na stacji kolejowej (odc. 2)
- Brunet wieczorową porą (1976) - pijaczek Zdzisiek
- Wolna sobota (1977) - Mroszczak
- Sprawa Gorgonowej (1977) - sędzia Tertil
- Spotkanie na Atlantyku (1980) - radiotelegrafista
- Zderzenie (1981)
- Najdłuższa wojna nowoczesnej Europy (1981) - powstaniec w mundurze - kostiumie teatralnym (odc. 13)
- Chłopiec (1981) - sąsiad
- Życie Kamila Kuranta (1982) - pisarz (odc. 5)
- Zabawa w chowanego (1984) - kelner
- Jezioro Bodeńskie (1985) - brodacz grający na harmonijce
- Weryfikacja (1986) - dozorca w bloku Janusza
- Maskarada (1986) - goryl ministra
- Prywatne niebo (1988)
- Pole niczyje (1988) - przodownik policji
- Dotknięci (1988) - pielęgniarz w szpitalu psychiatrycznym
- Zespół adwokacki (1993) - policjant pilnujący Suligę na sali rozpraw (odc. 6)

Źródło: Film Polski